# Condado de Jefferson (Geórgia)
O Condado de Jefferson é um dos 159 condados do Estado americano de Geórgia. A sede do condado é Louisville, e sua maior cidade é Louisville. O condado possui uma área de 1 372 km², uma população de 17 266 habitantes, e uma densidade populacional de 13 hab/km² (segundo o censo nacional de 2000). O condado foi fundado em 20 de fevereiro de 1796.